# 내셔널 풋볼 콘퍼런스

내셔널 풋볼 콘퍼런스(National Football Conference, NFC)는 내셔널 풋볼 리그(NFL)의 두 협회 가운데 하나이다. 이 리그가 1970년에 아메리칸 풋볼 리그(AFL)와 병합된 뒤에 NFC가 세워졌다. NFC는 이 해에 13개의 팀을 가졌으며, 이 팀 모두가 병합 이전에 NFL에서 활동하였다. 그러던 가운데, 이전 AFL 팀 모두가 NFL의 클리블랜드 브라운스, 피츠버그 스틸러스, 볼티모어 콜츠와 함께 아메리칸 풋볼 콘퍼런스(AFC)를 세웠다.
내셔널 풋볼 콘퍼런스에는 5가지 계획이 있었다. 글래스 볼(glass bowl)로 계획 3가 선택되었다.
- 계획 1
  - 동부 - 뉴욕 자이언츠, 워싱턴, 필라델피아, 애틀란타, 미네소타
  - 중부 - 시카고, 그린베이, 디트로이트, 뉴올리언스
  - 서부 - 샌프란시스코, 로스앤젤레스 램스, 댈러스, 세인트루이스
- 계획 2
  - 동부 - 뉴욕 자이언츠, 워싱턴, 필라델피아, 미네소타
  - 중부 - 댈러스, 세인트루이스, 뉴올리언스 , 애틀란타
  - 서부 - 샌프란시스코, 로스앤젤레스 램스, 시카고, 그린 베이, 디트로이트
- 계획 3
  - 동부 - 댈러스, 뉴욕 자이언츠, 필라델피아, 세인트루이스, 워싱턴
  - 중부 - 시카고, 디트로이트, 그린베이, 미네소타
  - 서부 - 애틀란타, 로스앤젤레스 램스, 뉴올리언스, 샌프란시스코
- 계획 4
  - 동부 - 뉴욕 자이언츠, 워싱턴, 필라델피아, 세인트루이스, 미네소타
  - 중부 - 시카고, 그린베이, 디트로이트 , 애틀란타
  - 서부 - 샌프란시스코, 로스앤젤레스 램스, 댈러스, 뉴올리언스
- 계획 5
  - 동부 - 뉴욕 자이언츠, 워싱턴, 필라델피아, 디트로이트, 미네소타
  - 중부 - 시카고, 그린베이, 댈러스, 세인트루이스
  - 서부 - 샌프란시스코, 로스앤젤레스 램스, 애틀란타, 뉴올리언스

## 같이 보기
- 슈퍼볼